# Südlicher Stängelbrenner
Der Südliche Stängelbrenner (oder Anthracnose des Rotklees) ist eine durch den Ascomyceten Colletotrichum trifolii hervorgerufene Pflanzenkrankheit, die Rotklee (Trifolium pratense) und Luzerne (Medicago sativa) befällt. 
In wärmeren Gegenden ist er eine gefährliche Krankheit der Leguminosen. In der Schweiz nimmt er seit den 1990er Jahren zunehmend dem Kleekrebs den Rang als wichtigste Kleekrankheit ab. Zunehmend breitet er sich auch in Deutschland aus. In den USA wurde er durch Züchtung resistenter Sorten überwunden.
Der nördliche Stängelbrenner wird durch den Pilz Kabatiella caulivora verursacht.